# Ayman Mansour
Ayman Mansour (ar. أيمن منصور; ur. 9 września 1963 w Kairze) – egipski piłkarz grający na pozycji napastnika. W swojej karierze rozegrał 29 meczów i strzelił 4 gole w reprezentacji Egiptu.

## Kariera klubowa
Swoją karierę piłkarską Mansour rozpoczął w klubie El Sekka El Hadid SC. W 1991 roku przeszedł do omańskiego Sohar SC, w którym spędził rok. W 1992 roku został zawodnikiem Zamaleku. Wywalczył z nim mistrzostwo Egiptu w sezonie 1992/1993 oraz wygrał Puchar Mistrzów w 1993 i 1996, i Superpuchar Afryki w 1994 i 1997. W 1997 roku zakończył w Zamaleku swoją karierę.

## Kariera reprezentacyjna
W reprezentacji Egiptu Mansour zadebiutował 10 października 1990 w przegranym 1:6 towarzyskim meczu z Grecją, rozegranym w Atenach. W 1994 roku powołano go do kadry na Puchar Narodów Afryki 1994. Na tym turnieju rozegrał trzy spotkania: grupowe z Gabonem (4:0) i z Nigerią (0:0) oraz ćwierćfinałowe z Mali (0:1). Od 1990 do 1996 rozegrał w kadrze narodowej 29 meczów i strzelił 4 gole.